# Olaf Olsen (politiker)
 Der er flere personer med dette navn, se Olaf Olsen.
Olaf Olsen (født 17. april 1935 i Søldarfjørður) er en tidligere færøsk forretningsmand og politiker (FF).
Han er uddannet styrmand fra 1959, skibsfører fra 1965 og ingeniør fra DTH fra 1967. Efter at have været skipper, var Olsen direktør i fiskeredskabsfabrikanten p/f Vónin i Fuglafjørður 1971–1989 og rederiet p/f Beta på Saltangará 1977–1989 og 1994–2004, undtagen i årene som minister. Olsen var bestyrelsesmedlem i Føroya Banki 1979–1989 og 1991–1993, medlem a Fiskivinnuráðið 1979–1980 og bestyrelsesformand i ferskfiskauktionen Fiskamarknaður Føroya fra 1993.
Olsen var valgt til Lagtinget fra Eysturoy 1980–1994. Han var fiskeri- og handelsminister i Pauli Ellefsens regering 1981–1983 og industri-, sundheds- og handelsminister i Jógvan Sundsteins anden regering 1989–1991.
Olsen er gift med Hanna (født Sundstein), søster til tidligere lagmand Jógvan Sundstein.